# Eragrostis elliottii
Eragrostis elliottii är en gräsart som beskrevs av Sereno Watson. Eragrostis elliottii ingår i släktet kärleksgrässläktet, och familjen gräs. Inga underarter finns listade i Catalogue of Life.